# Карлос Вивес
Карлос Алберто Вивес Рестрепо (Санта Марта, 7. август 1961) колумбијски је певач, композитор и глумац.

## Биографија
Карлос Вивес је рођен 7. августа 1961. године у Санта Марији, Колумбија, где је провео првих 12 година свог живота. У то доба, он и његова породица преселили су се у Боготу, у потрази за бољим животом. Живели су са Дијегом Мартинезом и његовом породицом. Карлос је тада уписао Хорхе Тадео Лозано универзитет, на коме је нешто касније и дипломирао. У Боготи је такође развио укус за рок музику, учествујући на локалној музичкој сцени и наступајући у баровима и кафеима по граду и околини.

### 1982—1989.
Године 1982, Вивес је почео да глуми у бројним емисијама и теленовелама, укључујући и Pequeños Gigantes (1983) и Tuyo es Mi Corazón (1985). Славу му је донела главна улога у серији из 1986. године, где је тумачио Галита Рамиреза. Серија говори о боксеру са колумбијске карипске обале који се заљубљује у живахну девојку, чији лик тумачи његова прва жена, Маргарита Роза де Франсиско. Исте године Вивес је објавио свој први албум, Por Fuera y Por Dentro. Албум, који је првенствено био сачињен од балада, није успео да постигне завидан успех. Године 1987, он је избацио други албум на ком су се такође нашле искључиво баладе, а који је носио назив No Podrás Escapar de Mí. Иако је насловна нумера достигла 30. место на Billboard Hot Latin Tracks, албум није продат у великом тиражу. Његов следећи албум, Al Centro de la Ciudad, био је последњи албум који је садржао романтичне баладе. Неке од песама стекле су одређену популарност појавивши се у теленовелама, али сам албум, као ни они пре њега, није доживео успех.
Вивесу је 1989. године добио понуду за глумачки посао у Порторику, па је, након пресељења, направио паузу у музичкој каријери. У овом периоду пажњу је привукао улогама у сапуницама La Otra и Aventurera. Оженио је Херлинду Гомез и током овог брака време је проводио у Колумбији, Мајамију и Мајагвезу, Херлиндином родном граду.

### Након 1991.
Након повратка у Колумбију 1991. године, понуђена му је ТВ улога која ће променити његов живот заувек. То је била главна улога у серији базираној на животу вајенато композитора Рафаела Ескалоне. Серија је носила назив Ескалона, а он је певао композитореве песме. То је био период када је Вивес преусмерио своју каријеру ка вајенату, постигавши тако национални успех објављивањем два албума песама из теленовеле — Escalona: Un Canto a la Vida и Escalona: Vol. 2.
Године 1993, уз подршку бенда La Provincia, Карлос је објавио албум Clásicos de la Provincia, у ком је започео фузију вајената са роком, попом и осталим карипским колумбијским етничким ритмовима. Овај стил вајената доживео је огроман успех не само у Колумбији, већ и у осталим латинским земљама, а насловна нумера албума, La Gota Fría, постала је хит широм Латинске Америке. Албум Clásicos de la Provincia освојио је награду Billboard Latin Music за најбољи албум и постао ванвременски класик колумбијске и латиноамеричке музике, уводећи вајенато како у Колумбију, тако и у остатак света.
Следећи албум, La Tierra del Olvido, означио је следећи корак у Вивесовој жељи да фузионише рок, фанк и поп музику са традиционалним колумбијским жанровима. Албум је дао неке од Вивесових класичних хитова попут насловне нумере, Pa' Mayte.
Његова наредна остварења, Tengo Fé (1997), El Amor de Mi Tierra (1999), Déjame Entrar (2001) и El Rock de Mi Pueblo (2004), била су сва комерцијално успешна и била су добро примљена од стране критике. Године 2002, Вивесов албум Déjame Entrar освојио је Греми награду за најбољи традиционални тропски латински албум.
Године 2009. објавио је албум Clásicos de la Provincia II који је продаван искучиво у ланцу колумбијских супермаркета Almacenes Éxito. Албум је представљао Вивесов повратак обради познатих вајенато песама на његов јединствени начин. Clásicos de la Provincia II је био масовно продаван, а сингл Las Mujeres имао је изузетно велику радијску покривеност широм Колумбије.

### Данас
Године 2012, Карлос Вивес је започео нову еру у телевизији и музици. Те године написао је преко 40 песама, да би наредне, 2013, године објавио албум са 11 песама. Први сингл, Volví a Nacer, објављен септембра 2012, постигао је прво место на листи Billboard. Следећи сингл, Como Le Gusta a Tu Cuerpo, који је извео заједно са Мајклом Телом, објављен је крајем јануара 2013. године. Вивес је 2012. године такође био део жирија прве сезоне популарног ТВ шоуа Глас Колумбије, заједно са Рикардом Монтанером, Фени Ли и Андресом Сепедом, који је премијерно приказан октобра 2012. године.
Маја 2016. године изашла је песма La Bicicleta коју је Вивес отпевао заједно са популарном колумбијском певачицом Шакиром. Спот за песму снимљен је у Колумбији у сваком од њихових родних градова. Песма је дебитовала на првом месту америчко-латинског Billboard-а.

## Приватни живот
Вивес је био у браку са познатом колумбијском глумицом Маргаритом Росом де Франсиско, који је био пажљиво праћен од стране националних медија. Херлинда Гомез је била његова друга жена, са којом има двоје деце: Карлоса Енрикеа Вивеса и Лусију Вивес. Сада је ожењен бившом мис Колумбије, Клаудијом Еленом Васкез, са којом такође има двоје деце: Елену Вивес и Педра Вивеса. Време проводи у Мајамију и Колумбији, углавном на Санта Марти и у Боготи.

## Дискографија
- 1986
- 1987
- 1989
- 1991
- 1992
- 1993
- 1994
- 1995
- 1997
- 1999
- 2000
- 2001
- 2004
- 2009
- 2013
- 2014
- 2015
- 2017

## Филмографија
- 1982   (Хулијан)
- 1982   (Дејвид Коперфилд "Одрасли")
- 1983   (Гвинео)
- 1984   (Капитолино Рохас)
- 1985  (Карлос Санчез)
- 1986   (Хавијер "Гаљито" Рамирез)
- 1987   (Карлос Августо)
- 1988   (Арландо Васкез)
- 1989   (Алберто)
- 1989   (Хулио Санмигел "Семи")
- 1990   (Хуан Карлос Сантандер)
- 1991   (Рафаел Ескалона)
- 1991   (Хосе Антонио)
- 1992   (Матео Ескондрија)
- 1992–1993 La estrategia del caracol  (Хосе Антонио Сампер Пупо)
- 1995
- 2012   (тренер)

## Награде и номинације

### 
| Година | Дело                   | Награда                              | Резултат   |
| ------ | ---------------------- | ------------------------------------ | ---------- |
| 2015   | Más + Corazón Profundo | Најбољи тропикал латино албум        | Освојено   |
| 2014   | Corazón Profundo       | Најбољи тропикал латино албум        | Номинација |
| 2005   | El Rock de Mi Pueblo   | Најбољи латино поп албум             | Номинација |
| 2002   | Déjame Entrar          | Најбољи традиционални тропикал албум | Освојено   |

| Година | Дело                                 | Награда                          | Резултат   |
| ------ | ------------------------------------ | -------------------------------- | ---------- |
| 2000   |                                      | Албум године                     | Номинација |
| 2000   | Најбољи традиционални тропикал албум | Номинација                       |            |
| 2000   |                                      | Снимак године                    | Освојено   |
| 2000   | Песма године                         | Номинација                       |            |
| 2000   | Најбољи мушки поп вокал перформанс   | Номинација                       |            |
| 2000   | Најбоља тропикал песма               | Номинација                       |            |
| 2002   |                                      | Албум године                     | Номинација |
| 2002   | Најбољи савремени тропикал албум     | Освојено                         |            |
| 2002   |                                      | Снимак године                    | Номинација |
| 2002   | Песма године                         | Номинација                       |            |
| 2002   | Најбоља тропикал песма               | Освојено                         |            |
| 2002   | Најбољи краткометражни музички видео | Номинација                       |            |
| 2005   |                                      | Најбољи савремени тропикал албум | Освојено   |
| 2005   |                                      | Најбоља тропикал песма           | Номинација |
| 2009   |                                      | Најбољи дечји латино албум       | Освојено   |
| 2013   |                                      | Албум године                     | Номинација |
| 2013   | Најбољи тропикал фјужн албум         | Освојено                         |            |
| 2013   |                                      | Снимак године                    | Номинација |
| 2013   | Песма године                         | Освојено                         |            |
| 2013   | Најбоља тропикал песма               | Освојено                         |            |
| 2014   |                                      | Албум године                     | Номинација |
| 2014   | Најбољи савремени тропикал албум     | Освојено                         |            |
| 2014   |                                      | Снимак године                    | Номинација |
| 2014   | Номинација                           | Снимак године                    |            |
| 2014   | Песма године                         | Номинација                       |            |
| 2014   | Најбоља тропикал песма               | Освојено                         |            |
| 2016   | (with Shakira)                       | Снимак године                    | Освојено   |
| 2016   | (with Shakira)                       | Песма године                     | Освојено   |

| Година | Дело                      | Награда                                | Резултат   |
| ------ | ------------------------- | -------------------------------------- | ---------- |
| 2014   | La Foto de los Dos        | Најбоља песма године                   | Освојено   |
| 2014   | Карлос Вивес              | Најбољи уметник године                 | Освојено   |
| 2014   | Corazón Profundo          | Најбољи албум године                   | Освојено   |
| 2014   | Bailar Contigo            | Најбољи тропикал поп перформанс године | Номинација |
| 2014   | Como Le Gusta a Tu Cuerpo | Најбољи тропикал поп перформанс године | Номинација |
| 2014   | La Foto de los Dos        | Најбољи тропикал поп перформанс године | Номинација |
| 2014   | Карлос Вивес              | Најбољи тропикал поп извођач године    | Освојено   |
| 2014   | La Foto de los Dos        | Најбољи музички видео                  | Освојено   |
| 2014   | Карлос Вивес              | Најбољи мејнстрим извођач              | Номинација |
| 2014   | La Foto de los Dos        | Најбоља мејнстрим песма                | Номинација |
| 2014   | Карлос Вивес              | Твитер године                          | Номинација |

| Година | Дело         | Награда                       | Резултат   |
| ------ | ------------ | ----------------------------- | ---------- |
| 2013   |              | Најбољи светски албум         | Номинација |
| 2013   | Карлос Вивес | Најбољи светски мушки извођач | Номинација |
| 2013   | Карлос Вивес | Најбољи светски живи акт      | Номинација |